# Mirowské skály
Mirowské skály, polsky Skały Mirowskie nebo Mirowskie Skały či Grzęda Mirowska, jsou vápencové skalní útvary, které se rozkládají v kopcích mezi malebnými zříceninami hradu Mirów a hradu Bobolice v pohoří Wyżyna Częstochowska (Čenstochovská jura) patřící do vysočiny Wyżyna Krakowsko-Częstochowska (Krakovsko-čenstochovská jura) v krajinném parku Park Krajobrazowy Orlich Gniazd (Chráněná krajinná oblast Orlích hnízd) v Polsku. Nachází se mezi vesnicemi Mirów a Bobolice ve gmině Niegowa v okrese Myszków ve Slezském vojvodství v Polsku. Jsou oblíbenou turistickou a horolezeckou destinací.

## Historie a popis
Mirowské skály se táhnou po délce cca 1 km severně nad populární dálkovou turistickou trasou Szlak Orlich Gniazd. Jednotlivé skály mají výšku cca 5 a ž 30 m. Z vrcholků skal je široký panoramatický výhled po krajině. Na vrcholcích skal roste xerotermní vegetace a v okolí skal jsou převážně louky. Skály jsou pozůstatkem pravěkého moře. Vyskytují se zde také krasové jevy, kde známé jsou jeskyně, z nichž nejdelší je Jaskinia Sucha (Suchá jeskyně), která je 75 m dlouhá a její průzkum je náročný a nebezpečný. V jiné prostorné jeskyni Stajnia (Stáj) byly v letech 2007 až 2008 nalezeny fragmenty kosterních pozůstatků a nástrojů neandertálského člověka a nález významný i tím, že to je první objev kosterních pozůstatků neandrtálského člověka v Polsku. Mezi známé skalní útvary patří také skála Grzyb u hradu Mirów aj.

## Další informace
Skály i oba hrady jsou v soukromých rukách a patří rodině Laseckich. Mirowské skály jsou přístupné po zaplacení vstupného po stezkách z Mirowa nebo Bobolice.

## Galerie

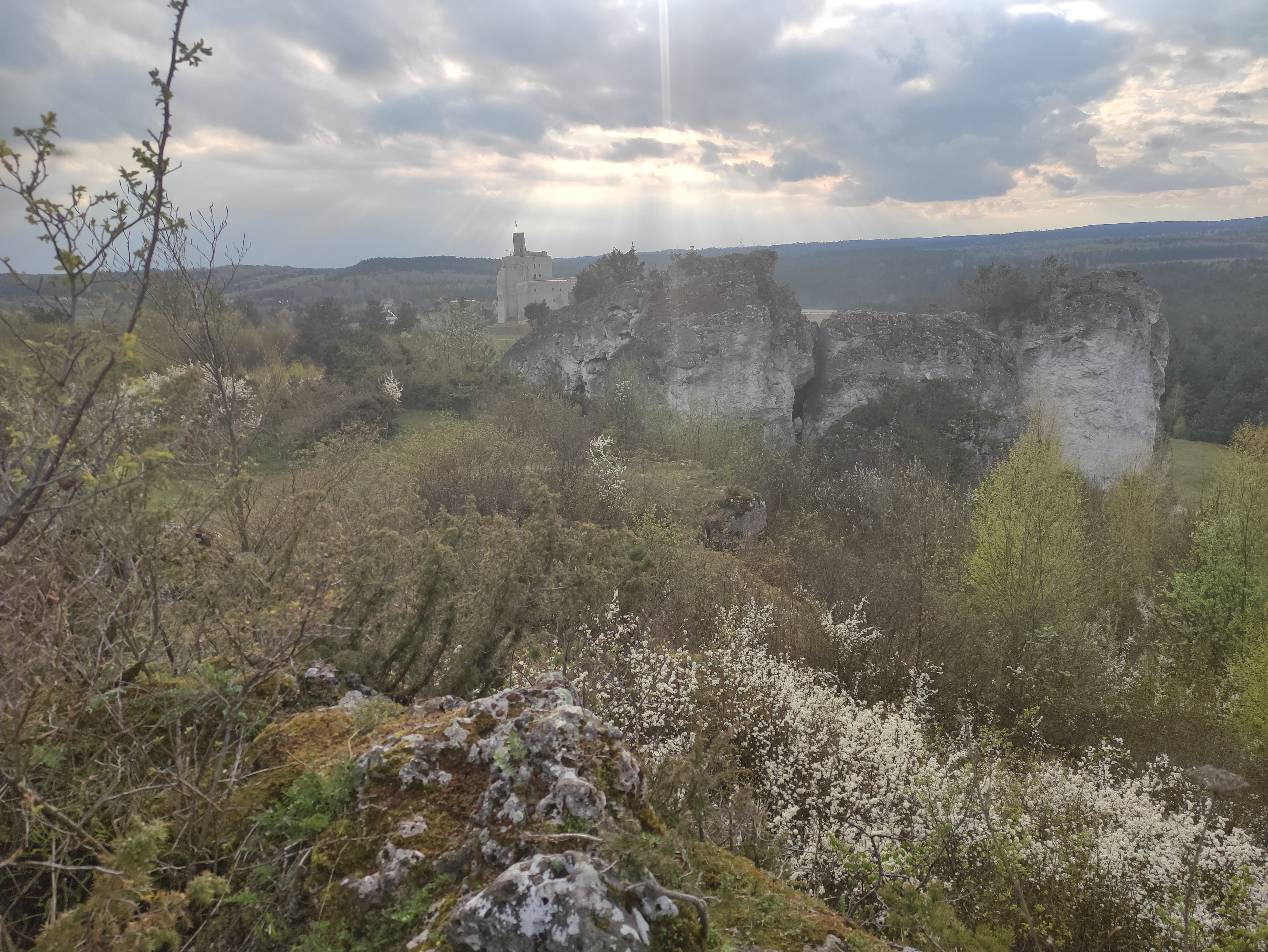
Ścianka nad wanną
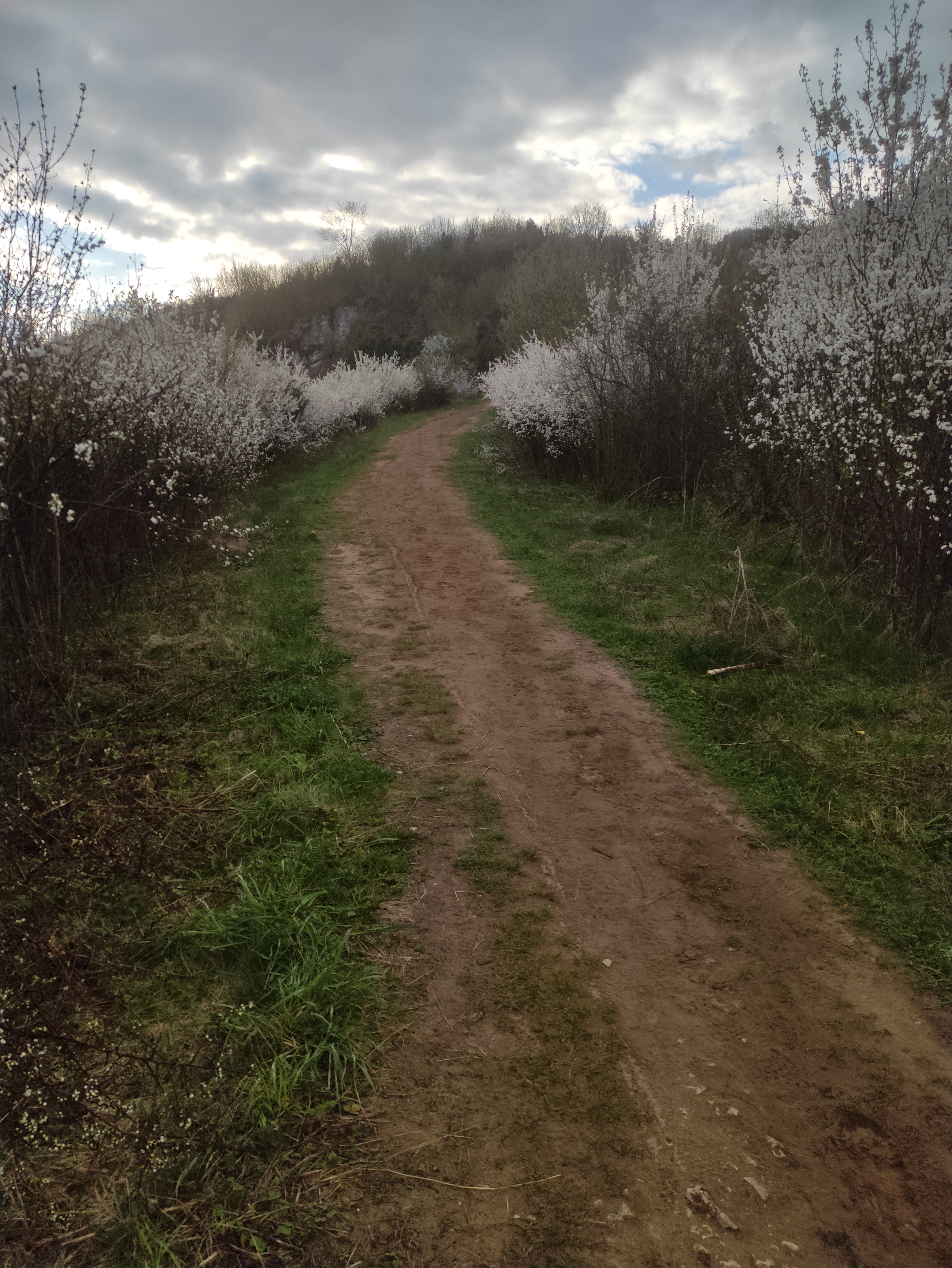
Polní cesta
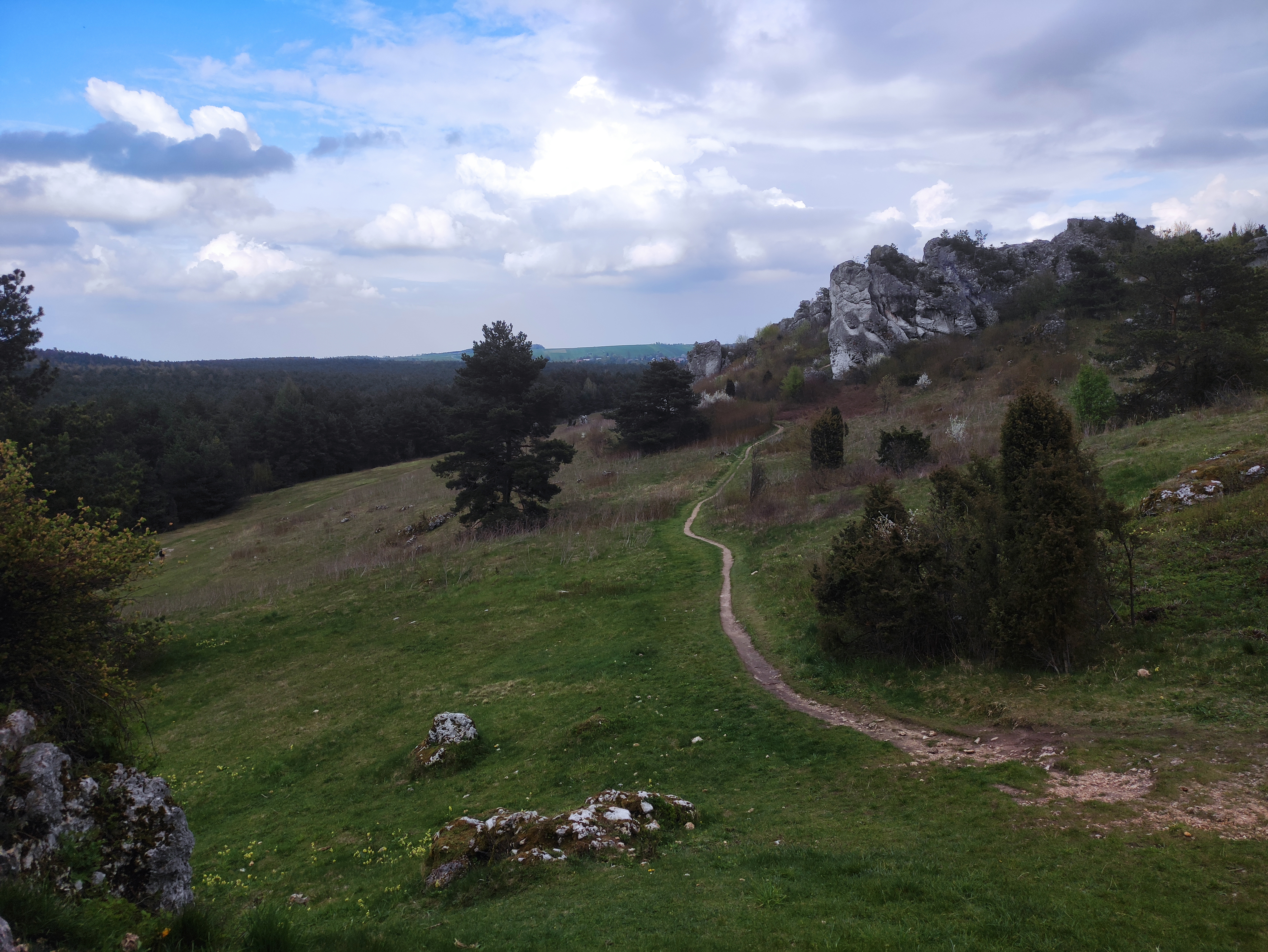
Ścianka nad wanną
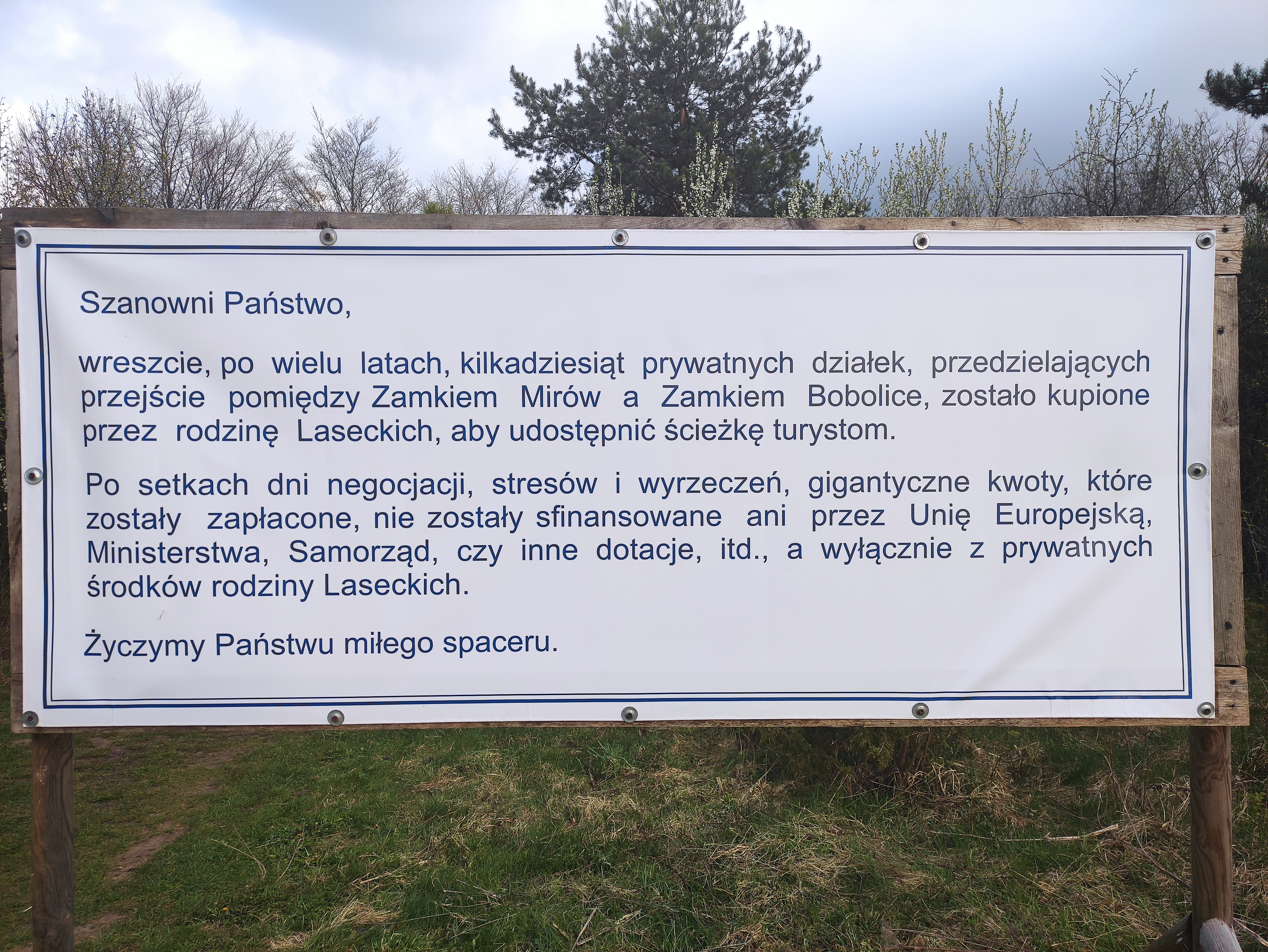
Informační panel
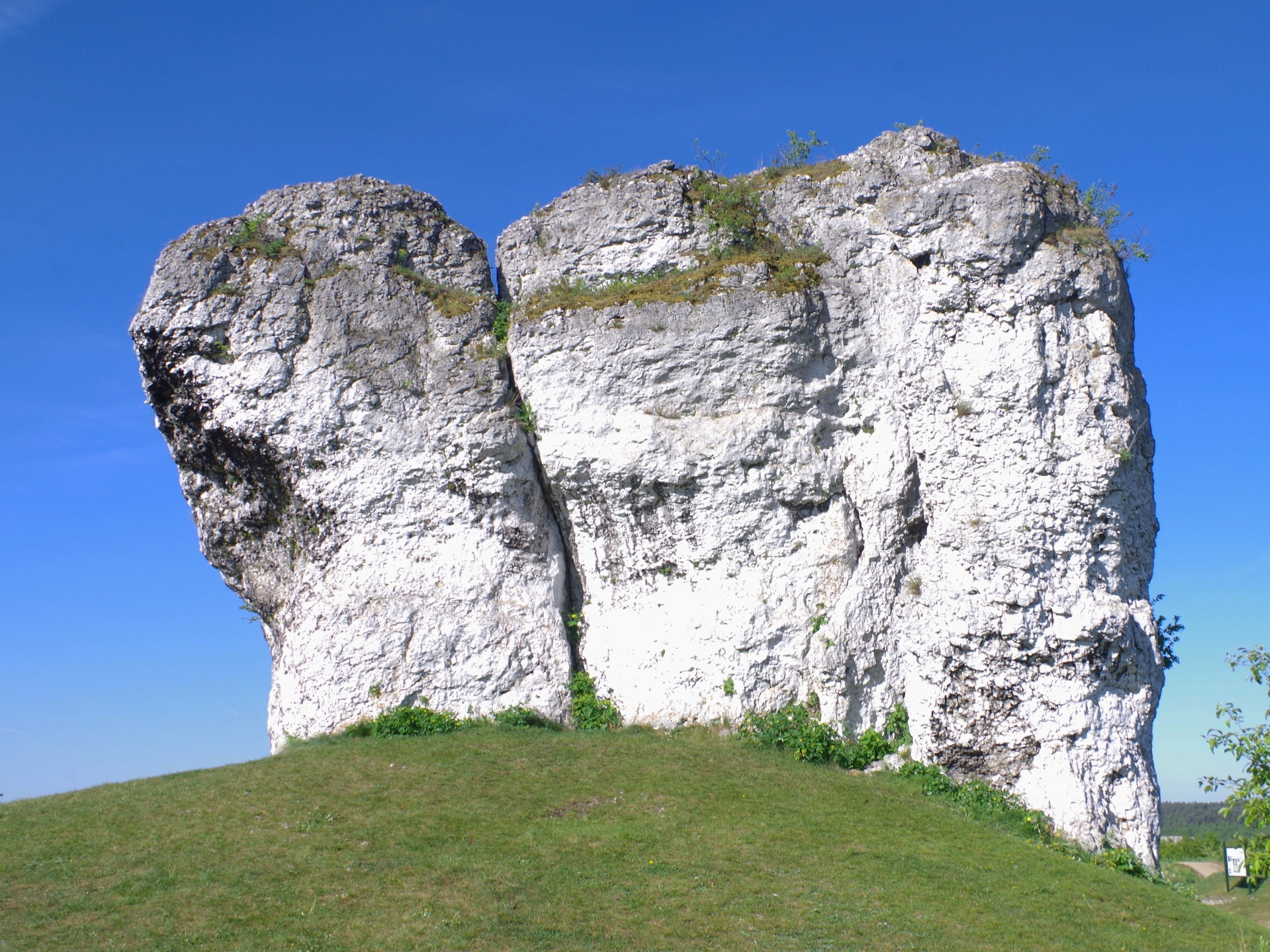
Ostrzelona Baszta DK12
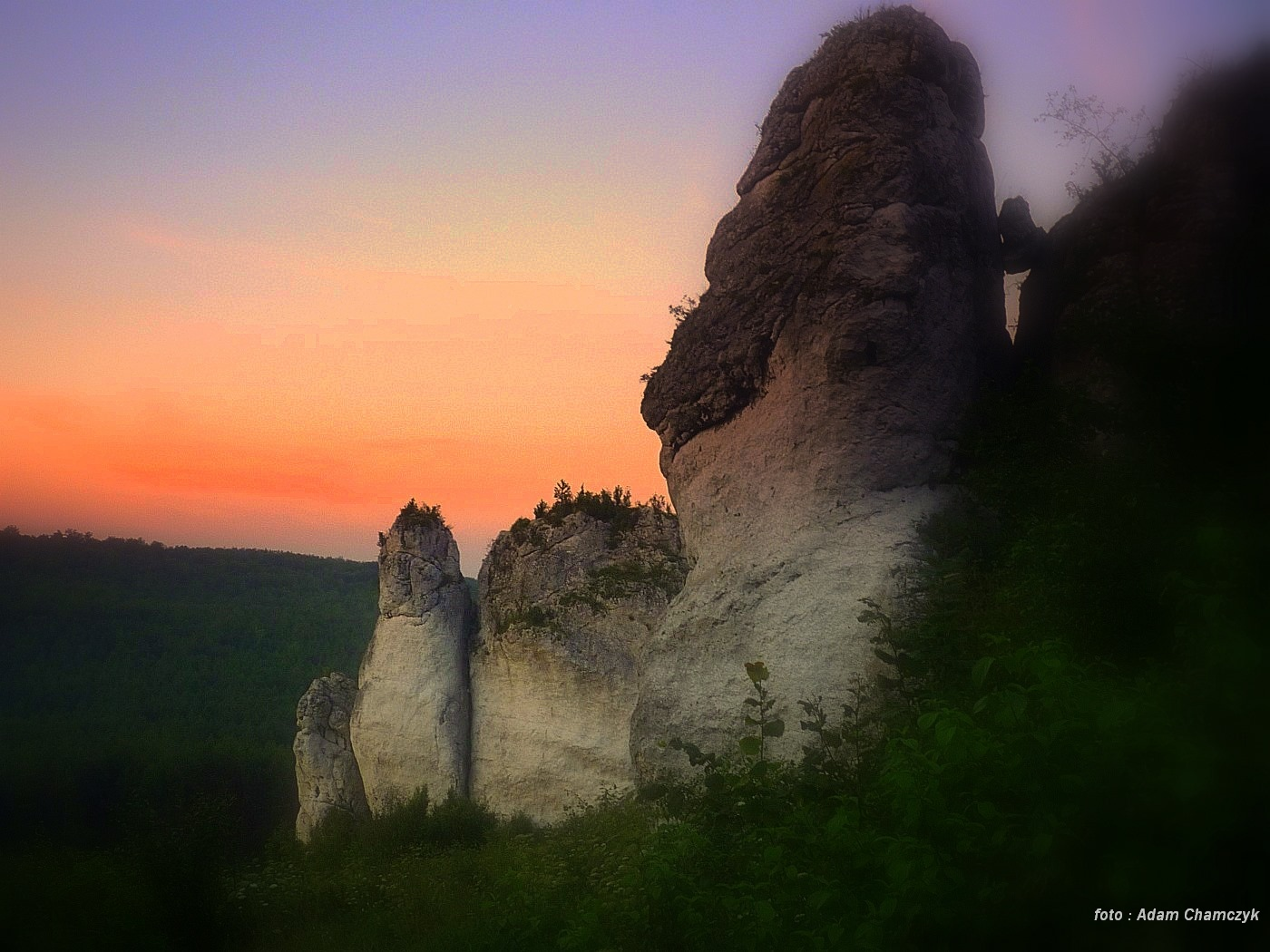
Wśród ostańców
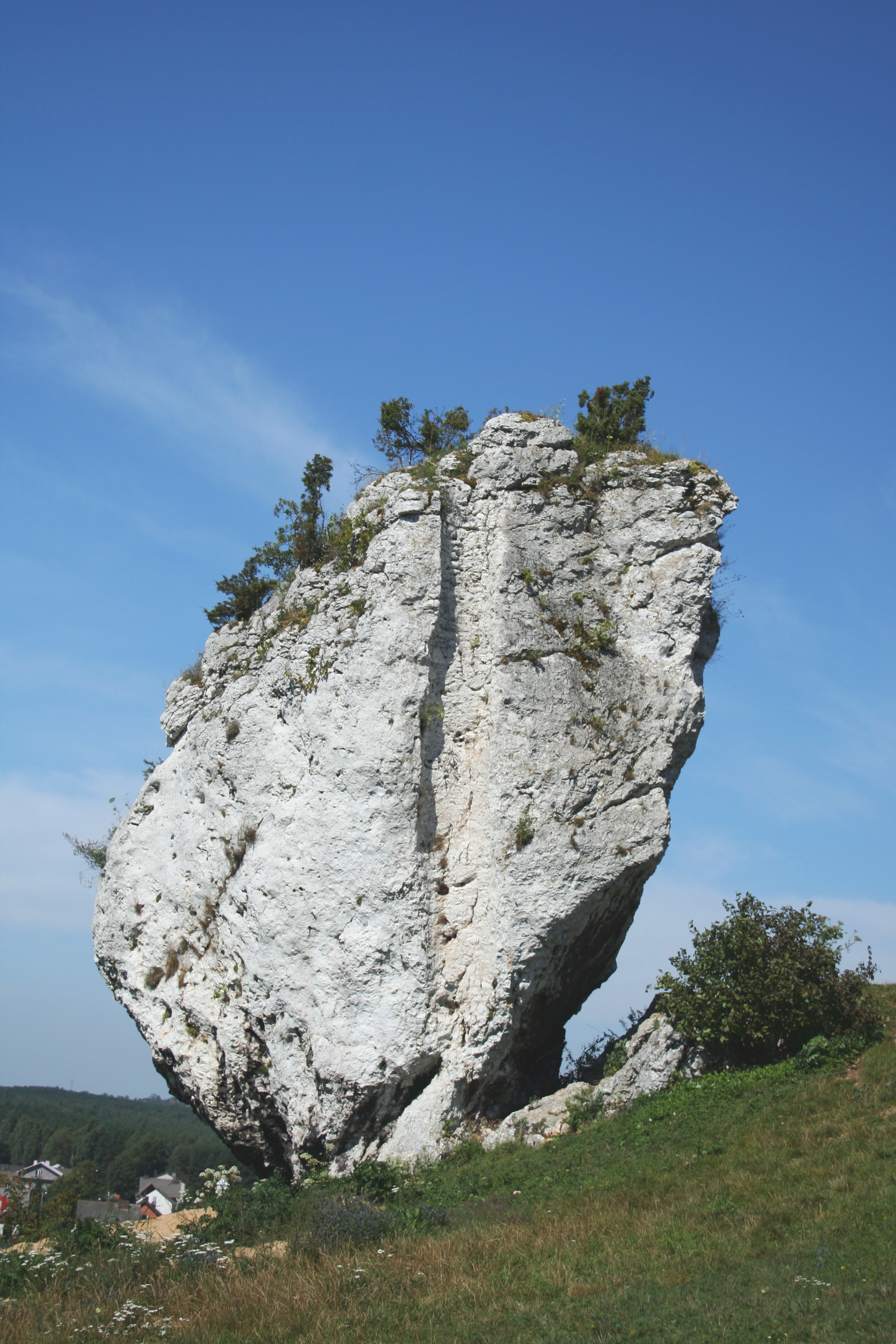
Grzyb
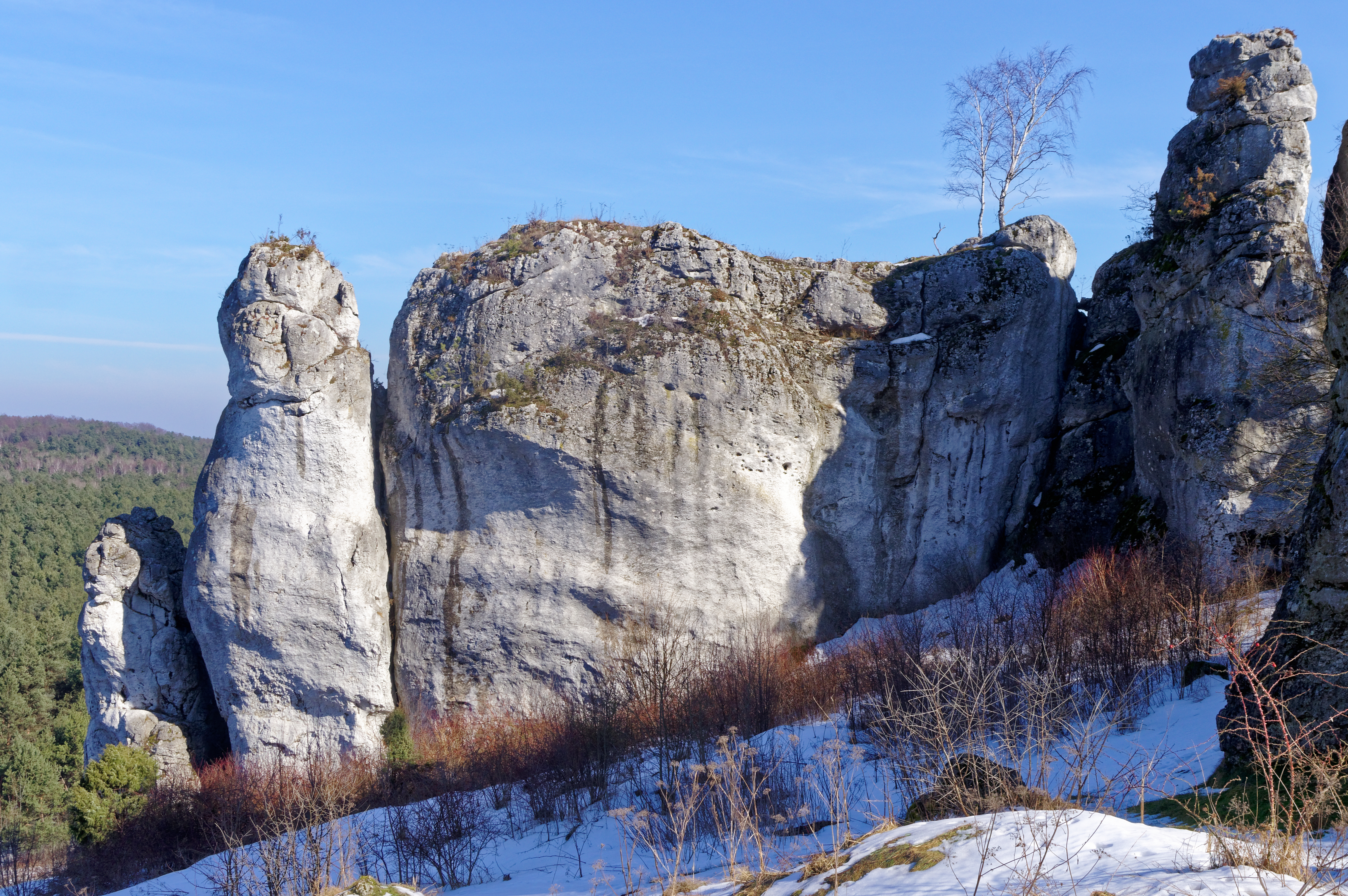
Mniszek i Szeroka Baszta
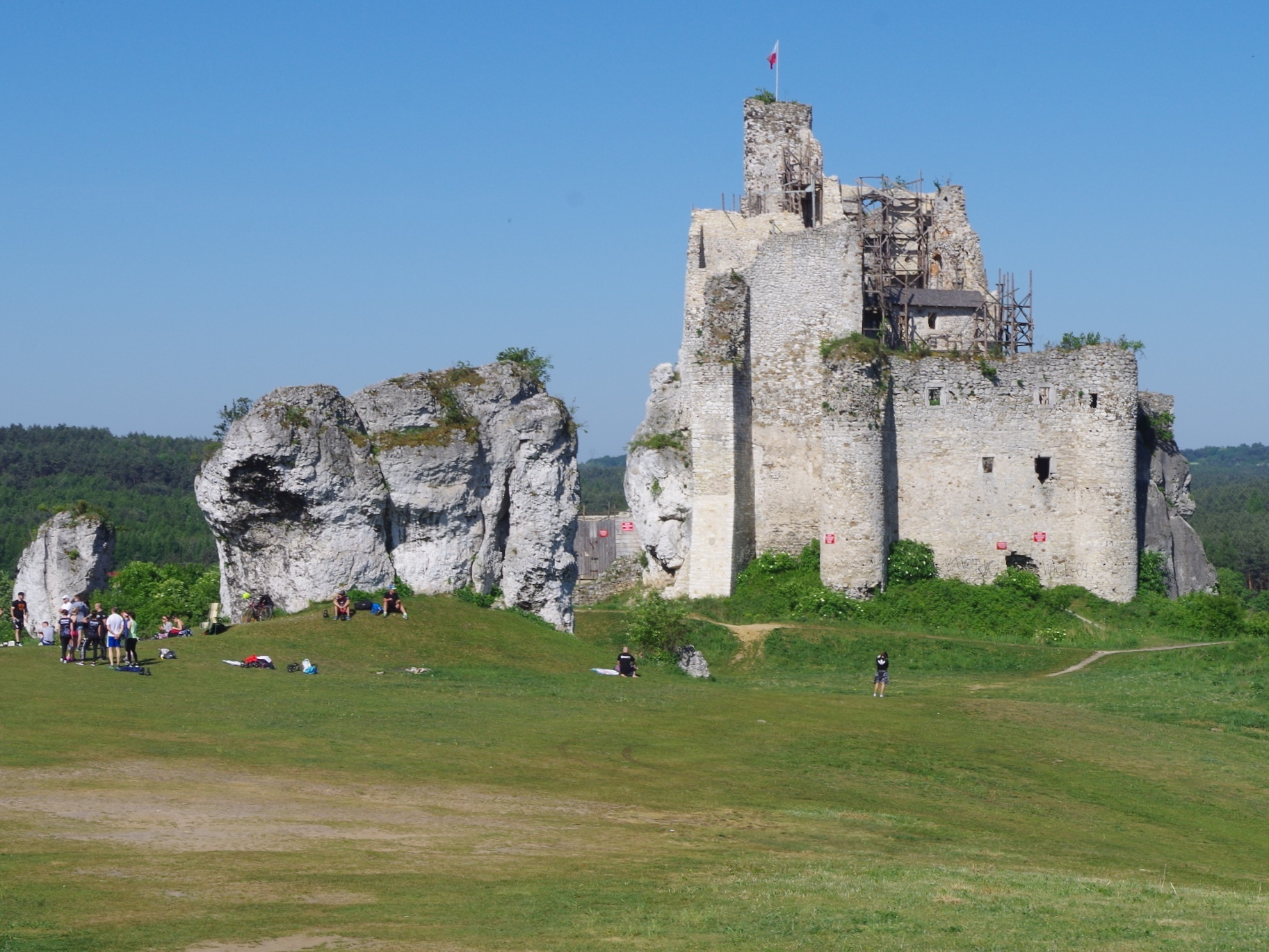
Hrad Mirów